# Cyril Tolley

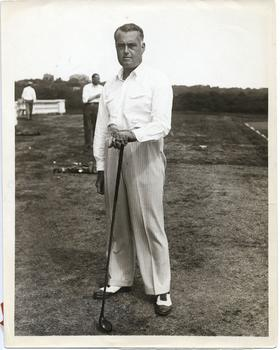
Cyril Tolley in 1930.

Cyril J.H. Tolley was een Engelse amateurgolfer.
Tolley is de enige amateur die twee professionaltoernooien heeft gewonnen, het Frans Open in 1924 en 1928. Hij won twee keer het Brits Amateur Kampioenschap. In 1920 versloeg hij Bobby Jones op de 19de hole van Muirfield, in 1930 verloor hij van hem op St Andrews, Jones won uiteindelijk dat toernooi. 
Tolley speelde in 1922 mee in de eerste Walker Cup, onder anderen met Roger Wetherer, die een paar jaar later tweemaal de finale van het Brits Amateur haalde. 

## Gewonnen
Onder andere
- 1920: Brits Amateur Kampioenschap
- 1924: Frans Open
- 1929: Brits Amateur Kampioenschap
- 1928: Frans Open

## Teams
- Walker Cup: 1922, 1923, 1924, 1926, 1930